# 胜利大道 (塞萨洛尼基)
胜利大道(希臘語：Λεωφόρος Νίκης,Leofóros Níkis) 是希腊塞萨洛尼基市中心的海滨大道。它西起自由广场，东到塞萨洛尼基白塔，在那里衔接亚历山大大帝大道。

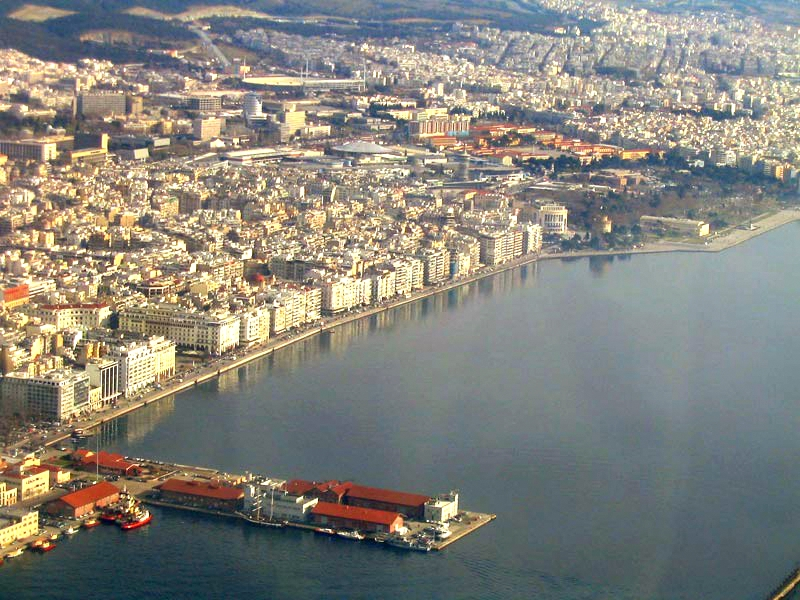

## 历史
从19世纪末到现在，大道已经数次改名：
- Beyaz Kule Avenue--奥斯曼帝国时期
- 康斯坦丁一世大道-- 1912年到1939年
- 胜利大道--1939年至今

40°37′50″N 22°56′34″E / 40.6305°N 22.9429°E